# Mary Walton
Mary Elizabeth Walton va ser una inventora americana del segle xix, que va obtenir dues patents per dispositius per reduir la pol·lució. Al 1879, Walton va crear un mètode per reduir contaminants del fum emès per les locomotores, i xemeneies industrials o residencials. El seu sistema reconduïa les emissions produïdes a les xemeneies cap a dipòsits d'aigua, on es dissolien els contaminants i posteriorment es llençaven "a les clavegueres o qualsevol altre canal per conduir-los a certa distància o localitat".
Mary Waltson també va inventar un sistema per reduir el soroll produït pels sistemes ferroviaris elevats que s'estaven expandint en aquell moment per Nova York, on vivia a prop de la sisena avinguda. El seu sistema eliminava el soroll causat pels trens sobre els rails envoltant les vies amb una caixa de fusta folrada de cotó i omplerta de sorra. Els drets de la seva invenció, patentada el 1881, els va vendre a la companyia Metropolitan Railroad per 10,000 dòlars americans i el van implementar diverse empreses ferroviàries.